# Stadio Giannīs Skourellos
Lo stadio Giannīs Skourellos (in greco Γήπεδο Γιάννης Σκουρέλλος?, Gīpedo Giannīs Skourellos) è uno stadio di calcio situato a Nea Alikarnassos, sull'isola greca di Creta, tra il carcere cittadino e l'aeroporto di Candia-Nikos Kazantzakis.
Lo stadio può ospitare fino a 2.500 spettatori ed è l'impianto utilizzato dalla squadra proprietaria NEOS Irodotos ed il Paides Irodotou negli incontri casalinghi e nelle sessioni di allenamento.
Ospita, inoltre, le gare interne di Garipa, Haravgi e Panathinaikos Irakleiou.

## Giannīs Skourellos
Lo stadio è intitolato a Giannīs Skourellos, insegnante ed educatore membro di una famiglia di ex rifugiati tra le prime 200 che arrivarono a Nea Alikarnassos e parente di Dimitris Skourellos, uno dei fondatori principali dell'NEOS Irodotos. L'importanza riconosciutagli è dovuta al fatto che oltre alla sua professione ed al suo svolgimento, risultò un elemento di spicco del calcio locale, motivando e sostenendo costantemente gli studenti interessati alla pratica regolare di questo sport e chi riteneva più talentuoso, favorendo il loro sviluppo e agendo, di fatto, come talent scout per la sua squadra.

## Torneo Kōstas Tatarīs
Ogni anno dal 1997 il complesso sportivo ospita il torneo "Kōstas Tatarīs", intitolato al calciatore dell'Irodotos che, il 2 ottobre dello stesso anno, perse la vita in un incidente stradale. Questo torneo si svolge solitamente al termine della stagione sportiva nel mese di giugno o luglio, e vede affrontarsi diverse squadre della provincia composte da ex calciatori delle società che si iscrivono. Tra di esse figurano sempre l'Irodotos e l'Elpides Karterou, la società organizzatrice congiuntamente alla regione cretese. Saltuariamente, il torneo si svolge allo stadio Pankritio.

## Galleria d'immagini

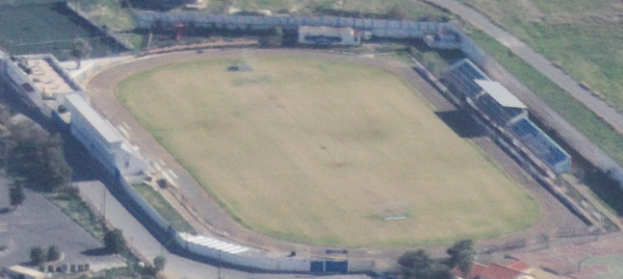
Veduta aerea dell'impianto